# 時には母のない子のように
「時には母のない子のように」（ときにはははのないこのように）は、1969年2月21日に発売された、カルメン・マキのデビュー盤シングル・レコードである。規格品番：SONA 86024。

## 解説
寺山修司が主宰する劇団「天井桟敷」に新人女優として入団したカルメン・マキのデビュー曲として企画され、リリースされた。
作詞は寺山が手掛け、寺山の秘書を務めていた田中未知が作曲を手掛けている。本曲で、カルメン・マキは1969年の第20回NHK紅白歌合戦に出場を果たした。
作詞の寺山は、本作を作るに際してゴスペルソングとして有名なSometimes I feel like a motherless child（ときどき、わたしは母親のいない子のような気持ちがする）から発想を得たとされている。
イントロとエンディングに流れる波の音は、録音スタッフが神奈川県・湘南の海岸で録音したものが用いられている。
オリジナル盤のジャケット写真は、瀬戸邦彦による。
本作は7インチシングル盤としてリリースされたが、コンパクト盤のような中心部のあるレコードで発売された。「中心孔を38.2mm（ドーナッツ）に変更されたい方は特約店迄お申し出ください。」との案内が記載されている。レコード盤中心部には「45（回転）」と印刷されている。
本作リリースから24年後の1993年5月7日、東芝EMIより再録音盤が8cmシングルCDでリリースされた（規格品番：TODT-3055）。
また本作は1969年当時に録音されたイタリア語ヴァージョンが存在する（イタリア語詞作者はDaniele Pace）。これは1998年まで未発表音源であった。
このイタリア語ヴァージョンは先ず「カルメン・マキ ベスト & カルト」（1998年10月21日、ソニー・ミュージックレコーズ）に収録・発売されて初めて日の目を見ることとなり、その後2016年4月20日、disk unionからアルバム「カルメン・マキ真夜中詩集ーろうそくの消えるまでー」が紙ジャケット仕様で復刻された折、ボーナス・トラックとしてアルバムの最後に追加収録された。
なお、寺山は後に本曲をモチーフにした大人向けメルヘン作品を書き下ろし、同じ『時には母のない子のように』のタイトルで出版している。

## 収録曲

### 収録ディスク

#### 7インチシングル盤「時には母のない子のように」（1969年）
1. 時には母のない子のように（演奏時間：3分22秒）
作詞：寺山修司／作曲：田中未知／編曲：山屋清
2. あなたが欲しい（演奏時間：2分44秒）
作詞：林亜湖／作曲：山路進一／編曲：山屋清
  - 1973年に『同棲時代』に関連して再発された曲。再発盤ジャケットのアートワークは上村一夫による。

## カバー
- 美空ひばり - 2008年、『エンカのチカラ -SONG IS LIFE 70's-』収録

8cmシングルCD 「時には母のない子のように」（1993年）
1. 時には母のない子のように（演奏時間：3分40秒）
作詞：寺山修司／作曲：田中未知／編曲：Mac Chew & Jenny Chin
2. 波の音（詩・朗読）（演奏時間：4分24秒）
作詩[4]：寺山修司／作曲：（SE)：スペイン民謡／編曲：Mac Chew & Jenny Chin
3. 時には母のない子のように（オリジナル・カラオケ）（演奏時間：3分31秒）
作詞：寺山修司／作曲：田中未知／編曲：Mac Chew & Jenny Chin